# Værangfjorden
Værangfjorden, eller Værangen, er en fjord i Rødøy kommune i Nordland fylke i Norge. Fjorden går 15 kilometer mod nordøst til vigen Kista i bunden af fjorden. Fjorden krydses af polarcirklen.
Fjorden har indløb mellem Telnes i øst og øen Renga i vest. På østsiden af fjorden, ovenfor Telnes, ligger Telnestinden på 973 moh. Fjorden går først nordover, men svinger efterhånden mod  nordøst og øst forbi Klubben. I denne indre del af fjorden ligger Jektvika på sydsiden af fjorden. Bebyggelsen Værang, som fjorden er opkaldt efter, ligger på nordsiden. Inderst i fjorden ligger vigen Kista som har et smalt indløb via Kistastraumen. Dette sund bliver krydset af fylkesvej 17, som går langs den sydlige del af fjorden. Fylkesvej 440  går på nordsiden.